# فريتز جاكوبسن
فريتز جاكوبسن (بالألمانية: Fritz Jacobsen)‏ هو عسكري ألماني، ولد في 7 يوليو 1894 في تشارلوتنبرغ في ألمانيا، وتوفي في 3 أغسطس 1981 في نورنبرغ في ألمانيا.